# Zamach w Heluan (2017)
Atak terrorystyczny w Heluan w Egipcie został przeprowadzony 29 grudnia 2017 przez uzbrojonych, zamaskowanych napastników, którzy otworzyli ogień do wiernych koptyjskiego kościoła św. Menasa (Mar Mina) w Heluan w muhafazie Kair, a nieco wcześniej do ludzi w położonym 4 km od kościoła sklepie prowadzonym przez Kopta. Po zastrzeleniu 2 osób w sklepie zamachowcy usiłowali wtargnąć do kościoła, w którym odbywało się nabożeństwo, i przeprowadzić atak wewnątrz. Jednak na polecenie koptyjskiego duchownego drzwi wejściowe do świątyni zostały szybko zamknięte, co uniemożliwiło wtargnięcie do wnętrza. Wobec niepowodzenia napastnicy otworzyli ogień do wiernych na zewnątrz kościoła. Zginęło 9 (lub 11) osób, w tym jeden policjant, który zamykał drzwi kościoła, a 9 innych osób zostało rannych. Według różnych źródeł napastników było dwóch lub trzech. Jednym z nich był 33-letni Ibrahim Ismail Ismail Moustafa, znany policji z udziału w pięciu różnych atakach w okresie od 2016 do 2017 roku. Jeden z napastników został zastrzelony podczas samego ataku, a drugiego, który zamierzał się wedrzeć do środka, aresztowano. Znaleziono przy nim karabin maszynowy, amunicję i bombę, którą zamierzał zdetonować w kościele. Do ataku przyznało się tzw. Państwo Islamskie.